# Station Brzeźno Człuchowskie
Station Brzeźno Człuchowskie is een spoorwegstation in de Poolse plaats Brzeźno.